# Spodnja Selnica
Spodnja Selnica – wieś w Słowenii, w gminie Selnica ob Dravi. W 2018 roku liczyła 137 mieszkańców.